# Walther Dieckmann
Walther Dieckmann (* 26. Mai 1933 in Kästorf/Gifhorn) ist ein deutscher Germanist, Sprachwissenschaftler und Hochschullehrer.

## Leben und Wirken
Nach seiner Reifeprüfung 1954 in Homberg (Efze) studierte Walther Dieckmann von 1954 bis 1963 an der Universität Marburg Germanistik, Geschichte, Politikwissenschaft und Sportwissenschaft. 1959 legte er das erste Staatsexamen für den höheren Schuldienst ab und promovierte 1963 bei Ludwig Erich Schmitt. 1959/60 arbeitete er als Lektor für deutsche Sprache im schwedischen Helsingborg, von 1961 bis 1963 war er wissenschaftlicher Assistent am Germanistischen Seminar der Universität Marburg. Von 1963 bis 1966 arbeitete er als Deutschlehrer an der University of Texas, Austin und von 1970 bis 1971 war er außerordentlicher Professor für deutsche Sprache und Literatur an der University of Wisconsin, Milwaukee. 1971 übernahm er dann eine Professur für Germanistik bzw. Linguistik an der Freien Universität Berlin. 1998 ging er in den Ruhestand.
Dieckmann beschäftigt sich in seinen Veröffentlichungen vor allem mit der Historischen Linguistik der deutschen Sprache und mit „Sprache in der Politik“.

## Veröffentlichungen (Auswahl)
- Information oder Überredung. Zum Wortgebrauch der politischen Werbung in Deutschland seit der Französischen Revolution (= Marburger Beiträge zur Germanistik, Bd. 8). Elwert, Marburg 1964 (= Dissertation Universität Marburg).
- Sprache in der Politik. Einführung in die Pragmatik und Semantik der politischen Sprache. Winter, Heidelberg 1969 (2. Aufl. 1975, ISBN 3-533-02467-9).
- (mit Hans-Heinrich Lieb): Bericht über die Linguistik am Fachbereich 16 (Germanistik) der Freien Universität Berlin (= Linguistische Arbeiten und Berichte, Bd. 17). Berlin 1981.
- Politische Sprache, politische Kommunikation. Vorträge, Aufsätze, Entwürfe. Winter, Heidelberg 1981, ISBN 3-533-03024-5.
- (mit Peter Held): Sprache und Kommunikation in politischen Institutionen. Interdisziplinäre Bibliographie zur politischen Sprache in der Bundesrepublik Deutschland 1975–1984 (1986). Freie Univ., Fachbereich 16 (Germanistik), Berlin 1986.
- (Hrsg.): Reichtum und Armut der deutschen Sprache. Reflexionen über den Zustand der deutschen Sprache im 19. Jahrhundert. de Gruyter, Berlin 1989, ISBN 3-11-011591-3.
- Sprachkritik (= Studienbibliografien Sprachwissenschaft, Bd. 3). Groos, Heidelberg 1992, ISBN 3-87276-666-X.
- Streiten über das Streiten. Normative Grundlagen polemischer Metakommunikation (= Konzepte der Sprach- und Literaturwissenschaft, Bd. 65). Niemeyer, Tübingen 2005, ISBN 3-484-22065-1.
- Wege und Abwege der Sprachkritik. Hempen, Bremen 2012, ISBN 978-3-934106-92-5.

## Festschrift
- Wolf Peter Klein, Ingwer Paul (Hrsg.): Sprachliche Aufmerksamkeit. Glossen und Marginalien zur Sprache der Gegenwart [Walther Dieckmann zum sechzigsten Geburtstag]. Winter, Heidelberg 1993, ISBN 3-8253-0093-5.